# 奧拉赫河 (萊茨阿赫河支流)
47°42′30″N 11°56′02″E / 47.70821°N 11.93398°E

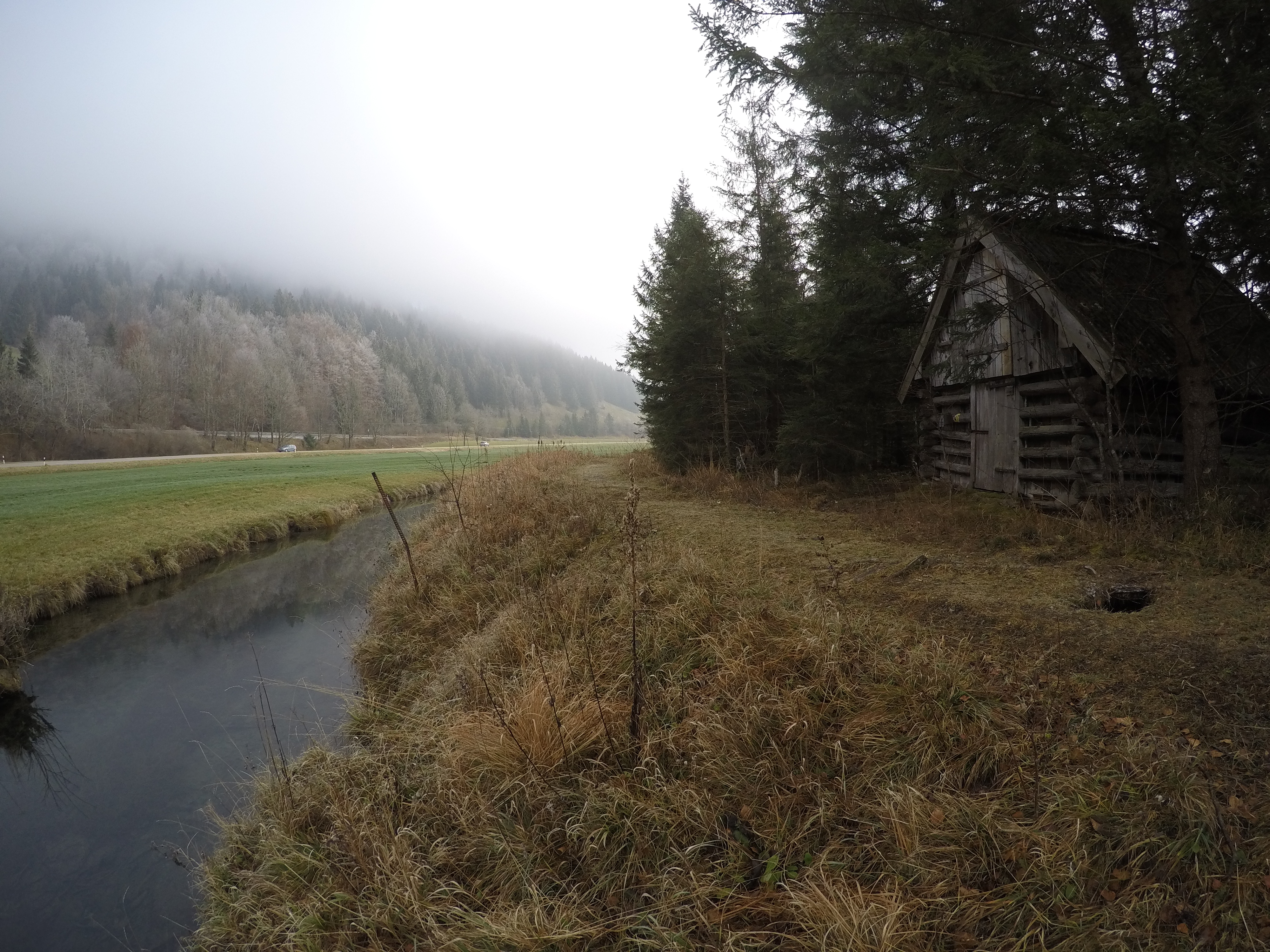

奧拉赫河（德語：Aurach），是德國的河流，位於該國東南部，由巴伐利亞負責管轄，屬於萊茨阿赫河的支流，河道全長7.1公里，流域面積25.4平方公里，流經芒法爾山脈。